# Charlie Mensuel
Charlie Mensuel va ser una revista de còmics francesa publicada entre 1969 i 1986. Va néixer com la versió francesa de linus, una revista italiana que va debutar l'any 1965 i que, com aquesta, va prendre el nom d'un dels personatges de la historieta Peanuts, en aquest cas Charlie Brown.

## Història
Charlie va ser fundat l'any 1969 per Delfeil de Ton, i publicat per les Editions du Square de Georges Bernier; Delfeil també va ser el primer editor en cap. El seu subtítol és “Diari ple d'humor i historietes”. El diari es va inspirar, en els seus inicis, directament en el mensual de còmics italià Linus. Pren el títol, com el seu model italià, d'un dels personatges principals dels Peanuts, en aquest cas Charlie Brown.
El 1970, va donar el seu nom a Charlie Hebdo (també conegut com a Charlie "setmanari"), successor de L'Hebdo Hara-Kiri, després de la prohibició d'aquesta publicació. La publicació mensual es va interrompre per primera vegada el setembre de 1981, reprenent-la l'abril de 1982 gràcies a Éditions Dargaud que la van publicar fins a l'1 de febrer de 1986 quan es va fusionar amb la revista Pilote en un nou capçal, Pilote et Charlie, que va ser de curta durada, tornant al títol de Pilote a partir de setembre de 1988.